# Cedro de Barrocas
Cedro de Barrocas é o limite do perímetro urbano da cidade de Barrocas no sentido Barrocas-Teofilândia, no estado da Bahia.

## História
Localizado a aproximadamente 193 km de Salvador, com altitude média de 350m no limite leste da cidade de Barrocas, Cedro foi fundado ao mesmo instante que o povoado que deu origem à cidade de Barrocas era construído devido à linha férrea que passa pelo município, ambos com predominância da família Queiroz. Foi nomeado "Cedro" devido à grande quantidade dessas árvores no local.

## Propriedades
Decorridos quatro anos da emancipação de Barrocas, o perímetro urbano da cidade foi expandido cerca de dois quilômetros para as áreas circunvizinhas; expansão essa na qual foram incorporados Cedro e Santa Rosa.
É um dos principais locais turísticos da cidade devido aos pontos de lazer e culinária, beneficiamento de sisal e comemorações típicas como o Carnaval, São Pedro Municipal e eventos do Parque de Vaquejada David Cordeiro; é procurado com frequência para aquisição de imóveis, já que é referido como um dos locais mais seguros de Barrocas.

## Reconhecimento Industrial
Cedro é um dos locais na região do sisal pertencentes a Barrocas onde ocorre importação, beneficiamento e exportação de sisal. O sisal é exportado para diversas cidades da região sisaleira e para alguns estados do Brasil.
Cedro também conta com fabricas de tapetes de sisal e tapetes sintéticos.

## Localização
- Latitude 11°31'20.42"S
- Longitude 39° 3'33.11"O